# Réseau Pat O’Leary
Das Réseau Pat O’Leary (Netzwerk Pat O’Leary; auch Pat O’Leary Line, O’Leary Line oder Pat Line genannt) war eine Organisation der französischen Résistance während der deutschen Besetzung Frankreichs im Zweiten Weltkrieg. Es gilt als das umfangreichste Netzwerk jener Zeit zur Rettung alliierter Militärangehöriger vor dem Zugriff der Deutschen. Mehr als 650 Personen konnte zur Flucht nach Großbritannien verholfen werden.
Die Organisation trug den Namen Pat O’Leary nach dem Tarnnamen Patrick O’Leary des belgischen Militärarztes Albert Guérisse.

## Hintergrund

Frankreich während der deutschen Besatzungszeit von 1940 bis 1944
Besetzte Zone (Nordzone)
Unbesetzte Zone bis November 1942, dann ebenfalls besetzt (Südzone)

Mit dem Waffenstillstand von Compiègne kapitulierte Frankreich am 22. Juni 1940 nach dem Westfeldzug der Wehrmacht vor dem Deutschen Reich. Das Land wurde in eine besetzte Zone im Norden und entlang der Westküste sowie eine unbesetzte Zone im Süden (→ Vichy-Regime) geteilt. Zwischen den beiden Zonen wurde eine schwer passierbare Demarkationslinie eingerichtet.
Die Evakuierungsaktion von Dünkirchen (Operation Dynamo) hinterließ nach dem 4. Juni 1940 zahlreiche britische und alliierte Soldaten auf dem Festland, die sich der Gefangennahme durch die Deutschen entziehen und sich in den unbesetzten Teil Frankreichs retten konnten.

## Geschichte

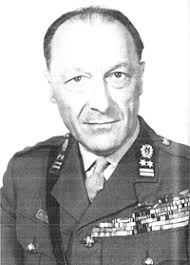
Albert Guérisse alias Patrick O’Leary

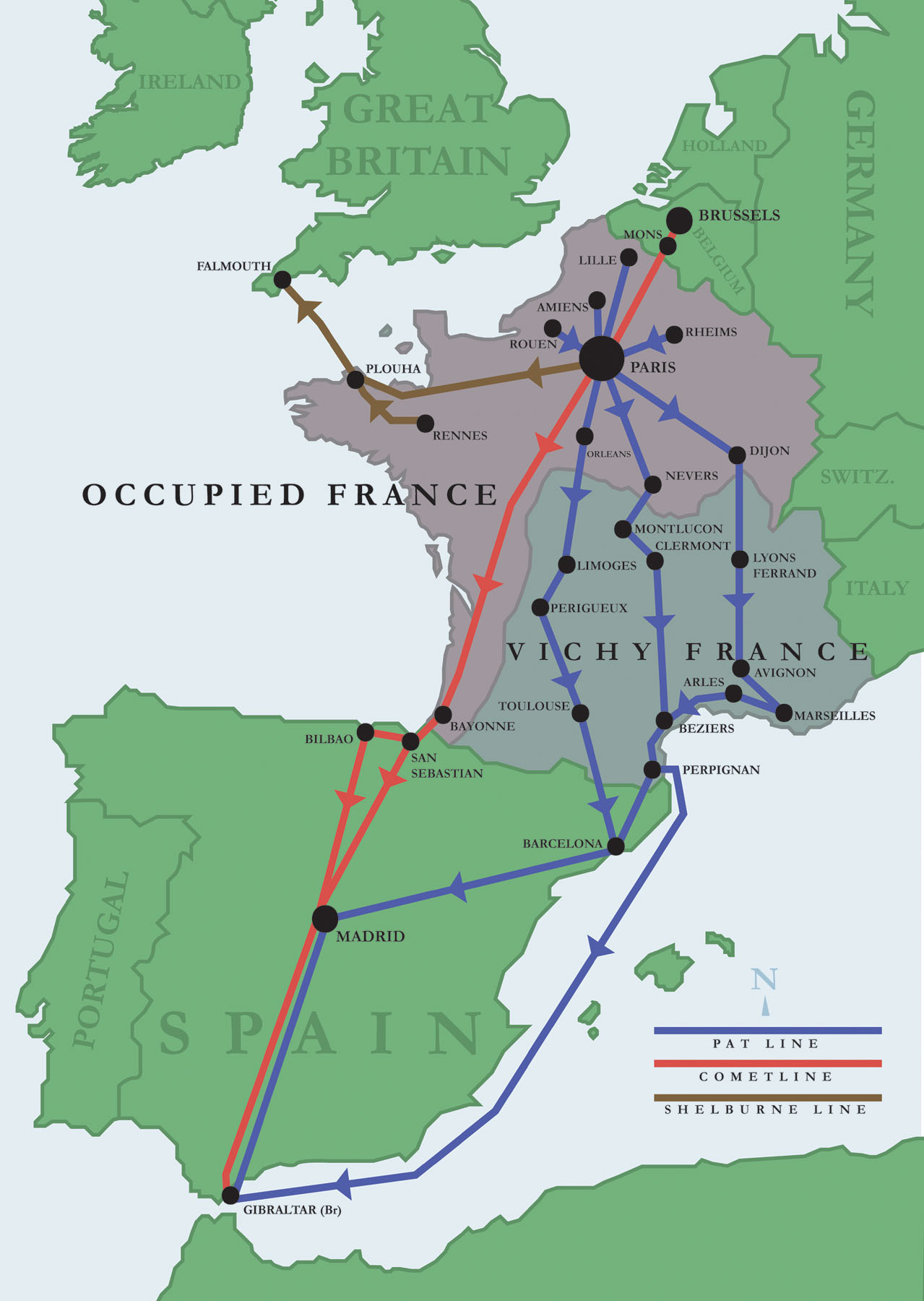
Routen des Netzwerks Pat O’Leary (blau)

Der in Südfrankreich lebende Armenier Nubar Gulbenkian, Mitglied des britischen Militärgeheimdienstes MI9, schuf zwischen Juli und Oktober 1940 die Grundlagen für ein Netzwerk, um alliierten Soldaten zur Flucht über (Spanien und) Gibraltar nach Großbritannien zu verhelfen.
Gründer des Netzwerks waren der schottische Offizier Ian Garrow und weitere britische Kriegsgefangene. Nachdem sich am 12. Juni 1940 seine 51. Highland Infanterie-Division bei Saint-Valery-en-Caux in der Normandie der Wehrmacht ergeben hatte, konnte Garrow der Gefangennahme zunächst entgehen. Der Versuch, auf die Kanalinseln zu entkommen, misslang, sodass er sich zu Fuß auf den Weg in die unbesetzte Zone nach Marseille machte. Dort wurde er offiziell zwar interniert, durfte sich innerhalb der Stadt aber frei bewegen.
Gemeinsam mit der in Marseille lebenden Neuseeländerin Nancy Wake und anderen Personen begann er im Oktober 1940, Rückführungen von Internierten, Kriegsgefangenen und sonstigen in Frankreich „Gestrandeten“ nach Großbritannien zu organisieren. Im Januar 1941 hatte er, unter der Leitung des MI9, in Lille eine Zelle zur Aufspürung britischer Soldaten und deren Weiterleitung in die unbesetzte Zone organisiert. In Marseille und Perpignan wurden Aufenthaltsorte für die Flüchtenden eingerichtet. Die Kommunikation mit London erfolgte zunächst schriftlich über das britische Konsulat in Barcelona, später über Funk.
Im Juni 1941 stieß Albert Guérisse alias Patrick O’Leary zum Netzwerk und übernahm spätestens nach der Verhaftung Garrows im Oktober jenes Jahres dessen Leitung. Nach der Kapitulation Belgiens am 28. Mai 1940 hatte sich Guérisse den Briten angeschlossen und im Zuge der Operation Dynamo am 1. Juni England erreicht. Drei Tage später kehrte er nach Frankreich zurück, wo in Poitiers, dem provisorischen Sitz der belgischen Regierung, ein belgisches Heer neu formiert werden sollte. Knapp der Festnahme durch die Deutschen entgangen, schlug er sich nach der Kapitulation Frankreichs über Sète und Gibraltar erneut nach England durch. Beim Naval Intelligence Department (NID) erhielt er eine sechswöchige Ausbildung als Agent zur Infiltration im Feindesland. Um im Fall einer Gefangennahme nicht als Belgier identifiziert zu werden, legte er sich den Tarnnamen O’Leary zu, der vom NID um den irisch klingenden Vornamen Patrick ergänzt wurde. Als Lieutenant Commander der Royal Naval Volunteer Reserve (R.N.V.R.) war er fortan auf dem Mystery Ship HMS Fidelity im Atlantik und im Mittelmeer unterwegs.
Beim Versuch, am 26. April 1941 bei Collioure Agenten der Special Operations Executive (SOE) an Land zu bringen und Flüchtende an Bord zu nehmen, wurde Guérisse festgenommen. Am folgenden 3. Juli gelang ihm die Flucht aus Saint-Hippolyte-du-Fort, wo zahlreiche britische Soldaten gefangengehalten wurden. In Marseille stieß er auf Garrow, der Guérisse wegen seiner Ausbildung beim SOE und des Umstands, dass jener fließend Französisch sprach, der britischen Admiralität als seinen Stellvertreter vorschlug.
Garrow wurde im Oktober 1941 von der französischen Polizei festgenommen. Er wurde in Mauzac im Département Haute-Garonne festgehalten, wo ihn die Organisation im Dezember 1942 befreien und zunächst bei Marie Louise Dissard in Toulouse verstecken konnte. Über die Pyrenäen wurde er nach Spanien zum britischen Konsulat nach Barcelona gebracht; Anfang Februar 1943 konnte er nach England zurückkehren.
Das Pat-O’Leary-Netzwerk brachte neben alliierten Soldaten vor allem abgeschossenes alliiertes Flugzeugpersonal aus Frankreich nach Großbritannien. Mit Hilfe französischer Widerstandskämpfer wie dem Ehepaar Solange und Charles Cliquet wurden sie über die Demarkationslinie, dann weiter nach Marseille und von dort mit Feluken entlang der Mittelmeerküste nach Gibraltar gebracht. Später wurden, aufgrund der zunehmenden Kontrollen, Landrouten – zunächst über die östlichen, später über die hohen Pyrenäen – genutzt. Die Verhaftungen von Mitarbeitern in Marseille führten 1943 zu einer Verlagerung des Sammelpunkts nach Toulouse.
Bekannteste Route war der Chemin de la Liberté, auch als Freedom Line bezeichnet. Er führte von Toulouse nach Saint-Girons, weiter ging es zu Fuß über die Hänge des 2838 Meter hohen Mont Valier in die spanische Kleinstadt Esterri d’Àneu. Obwohl die beiden Orte auf der Luftlinie nur 42 Kilometer auseinanderliegen, dauerte der oft durch Schnee und Eis führende Marsch mehrere Tage.
Die große Zahl der am Unternehmen Beteiligten, die über das Land verteilt und voneinander isoliert waren, erleichterte es den Deutschen, Agenten in das Netzwerk einzuschmuggeln. Der britische Soldat Harold Cole, der mehrere Flieger von Lille in Nordfrankreich nach Marseille begleitet hatte, aber im Verdacht stand, Gelder veruntreut zu haben, wandte sich im Dezember 1941 an die Geheime Feldpolizei und gab umfassend Informationen preis. Mehrere Dutzend Mitglieder von Pat O’Leary wurden daraufhin in der besetzten Zone verhaftet. Der Franzose Roger Le Neveu war als Agent der Deutschen für die Festnahme Albert Guérisses durch die Gestapo am 2. März 1943 in Toulouse und weiterer Helfer im April 1943 in Marseille verantwortlich. Damit war das Netzwerk nahezu zerstört.
Marie Louise Dissard (Tarnname Françoise) übernahm im Sommer 1943 die Schlüsselrolle in der von da an auch als Réseau Françoise bzw. Françoise Line bezeichneten Organisation. Sie verhalf noch 110 Personen zur Flucht. Im Januar 1944 wurde einer der Führer über die Pyrenäen festgenommen; in dessen Notizbuch war Dissards Name verzeichnet. Jene konnte aber in Toulouse im Untergrund bis zur Befreiung der Stadt überleben.

## Weitere Beteiligte (Auswahl)

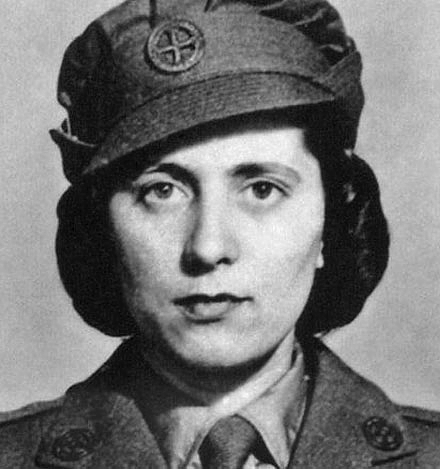
Andrée Borrel

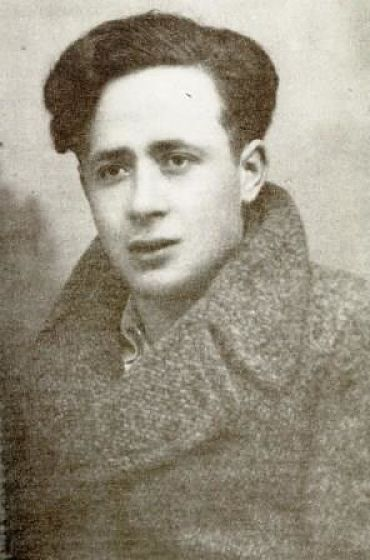
Francisco Ponzan Vidal

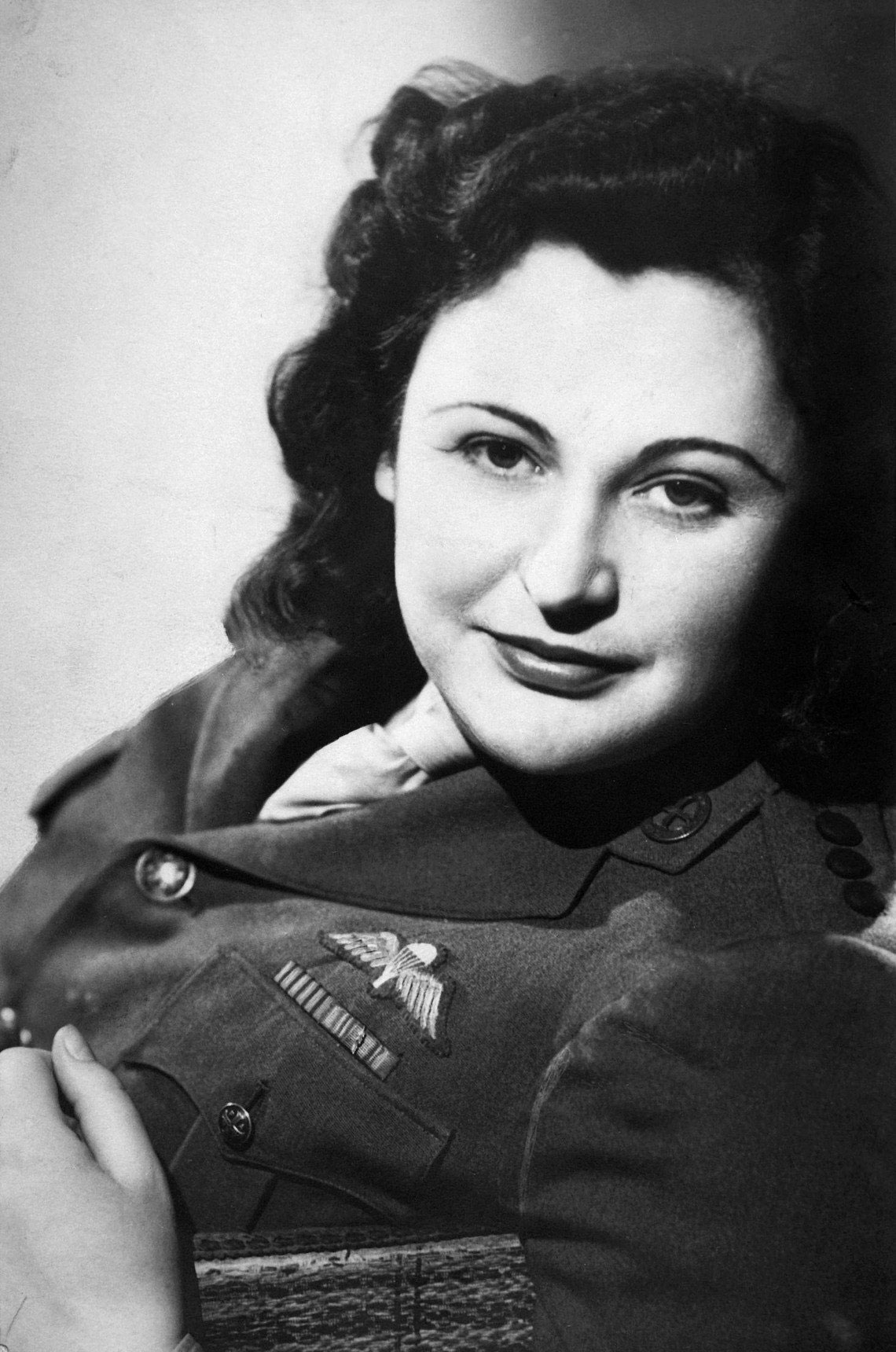
Nancy Wake (1945)

- Émile Baley beherbergte abgeschossene britische und US-amerikanische Flieger. Am 1. Juli 1943 wurde er deportiert und verstarb am 15. Dezember 1944 im Konzentrationslager Groß-Rosen.
- Guy Berthet, der Chef des Netzwerks in der Region Toulouse und Pyrenäen, wurde 1943 festgenommen und verstarb im Januar 1944 im Konzentrationslager Mauthausen.
- Andrée Borrel unterstützte das Netzwerk in den Jahren 1940/41. Am 24. Juni 1943 wurde sie als Agentin der Special Operations Executive verhaftet und am 6. Juli 1944 im Konzentrationslager Natzweiler-Struthof ermordet.
- Pierre Carpentier, Geistlicher in Abbeville, gründete dort ein mit Pat O’Leary kooperierendes örtliches Netz und versorgte u. a. Flüchtende mit gefälschten Papieren. Nach dem Verrat durch Harold Cole wurde er Anfang Dezember 1941 von der Gestapo festgenommen und am 29. Juni 1943 zum Tode verurteilt. Tags darauf wurde er in der Justizvollzugsanstalt Dortmund mit dem Beil hingerichtet.
- Protais Dubois, geboren am 5. Mai 1902 in Burbure, war Elektriker und Teil des lokalen Garrow-Pat O’Leary Netzwerkes, welches Verfolgte außer Landes brachte. Er wurde gemeinsam mit den anderen von Harold Cole Verratenen am 30. Juli 1943 in Dortmund hingerichtet[1]
- Marcel Duhayon war ein Zollbeamter, der ebenfalls als Teil des Garrow-O’Leary-Netzwerkes von Harold Cole verraten und am 30. Juni 1943 in Dortmund hingerichtet wurde[2].
- Desire Didry hat ebenfalls Piloten außer Landes gebracht und wurde am 30. Juli in Dortmund hingerichtet[3]
- Donald Caskie richtete die Seemannsmission in Marseille als Zufluchtsort für britische Soldaten ein.
- René Cozanet wurde wegen Hilfe für US-amerikanische Flieger am 3. April 1943 verhaftet. Er starb am 9. Dezember 1944 vor Erschöpfung im Konzentrationslager Groß-Rosen.
- Bruce Dowding, Marcel Duhayon und Protais Dubois wurden nach dem Verrat Coles wegen Beihilfe zur Verpflegung und Beförderung alliierter Militärangehöriger zum Tode verurteilt und am 30. Juni 1943 mit dem Beil geköpft.
- François Duprez war Chef des Netzwerks im nordfranzösischen Lille und verbarg Flüchtende in seinem Haus. Er wurde am 6. Dezember 1941 verhaftet, im Konzentrationslager Sonnenburg interniert und am 10. Mai 1944 ermordet.
- Mary Lindell (Tarnname Marie-Claire) brachte Flüchtende von Paris durch die besetzte Zone über die Demarkationslinie in die unbesetzte Zone, wo sie vom Netzwerk Pat O’Leary übernommen wurden.
- Élise Mazelier suchte auf dem Fahrrad die abgeschossenen Flieger, gab ihnen Zivilkleidung und versteckte sie in ihrem Haus in Toulouse.
- Airey Neave, als britischer Kriegsgefangener im Oflag IVc interniert und im Januar 1942 von dort geflohen, arbeitete nach seiner Rückkehr nach England für den MI9. In dieser Funktion war er unter anderem für die Verbindung mit dem Pat-O’Leary-Netzwerk zuständig.
- Das Ehepaar Louis und Renée Nouveau nahm in seiner Wohnung in Marseille mehr als 150 Geflohene auf. Louis Nouveau (Tarnname Saint-Jean) wurde beim Versuch, bei Tours abgeschossene Flieger über die Demarkationslinie zu bringen, am 12. Februar 1943 festgenommen; er überlebte die Gefangenschaft im Konzentrationslager Buchenwald. Renée Nouveau konnte nach England entkommen.
- George Rodocanachi stellte sein Haus in Marseille als sichere Unterkunft für Geflohene zur Verfügung. Am 25. Februar 1943 wurde er von der Gestapo verhaftet; er verstarb im Frühjahr 1944 im Konzentrationslager Buchenwald.
- Der spanische Anarchosyndikalist Francisco Ponzan Vidal begleitete Flüchtige über die Pyrenäen nach Spanien. 1943 wurde er von der französischen Polizei in Toulouse festgenommen und den Besatzern übergeben. Während der Befreiung der Stadt nahmen ihn die Deutschen auf ihrer Flucht mit und erschossen ihn mit etwa 20 weiteren Gefangenen am 17. August 1944 in Buzet-sur-Tarn.
- Nancy Wake brachte in einem geliehenen Ambulanz-Fahrzeug Flüchtlinge zur spanischen Grenze. Ihr Ehemann Henri Fiocca wurde von den Deutschen gefoltert und am 16. Oktober 1943 ermordet.[4]
- Alex Wattebled stieß im März 1942 zum Netzwerk und arbeitete an dessen Erweiterung in Richtung Normandie und Bretagne. Nach dem Verrat durch Roger le Neveau wurde er am 5. März 1943 verhaftet, schwieg aber unter der Folter. Zuletzt im Außenlager Hradištko pod Medníkem des Konzentrationslagers Flossenbürg interniert, überlebte er einen Todesmarsch[5] und wurde am 8. Mai 1945 befreit.